# Giovanni Giacomo Monti

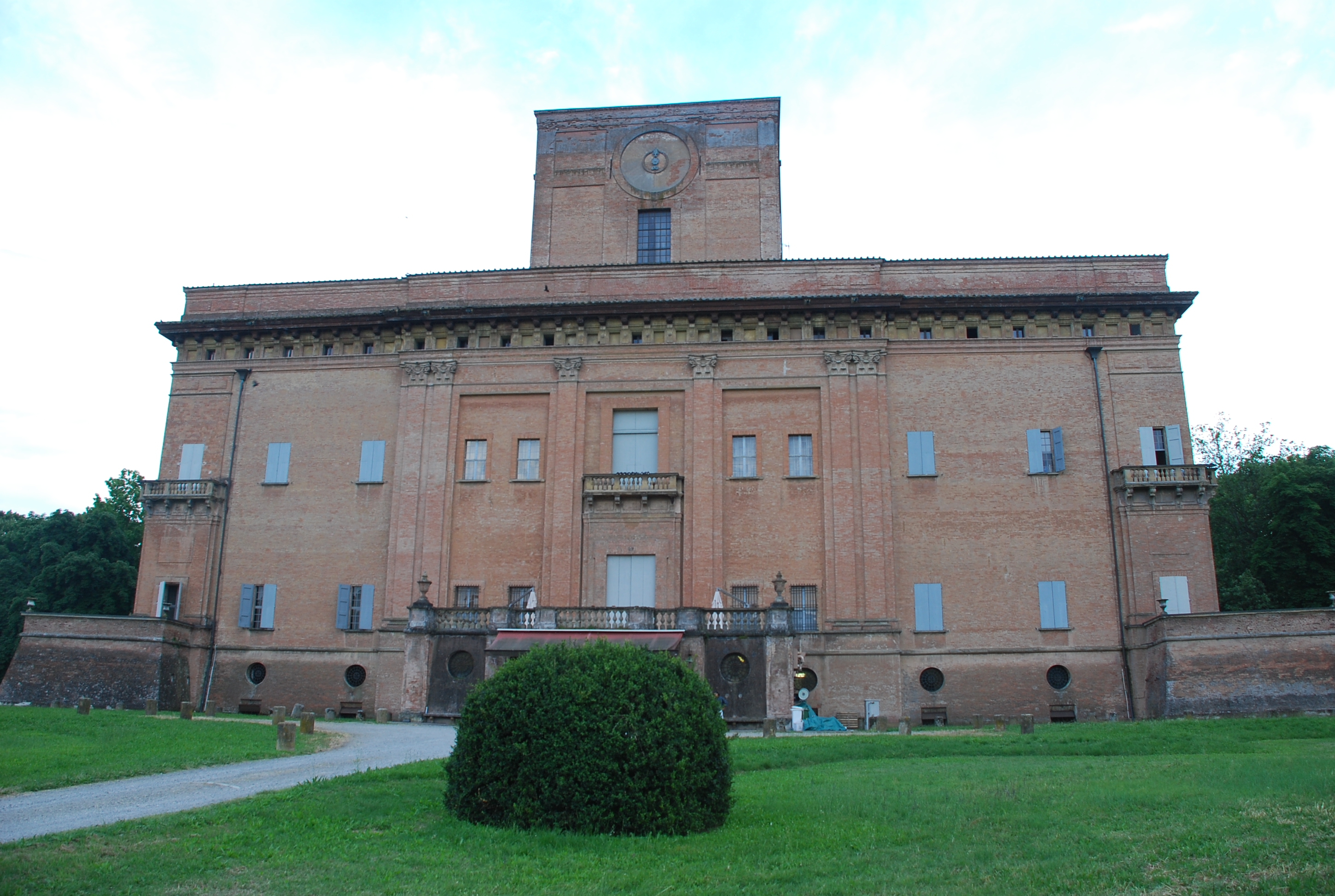
Palazzo Albergati in Zola Predosa, entworfen u. a. von G. G. Monti

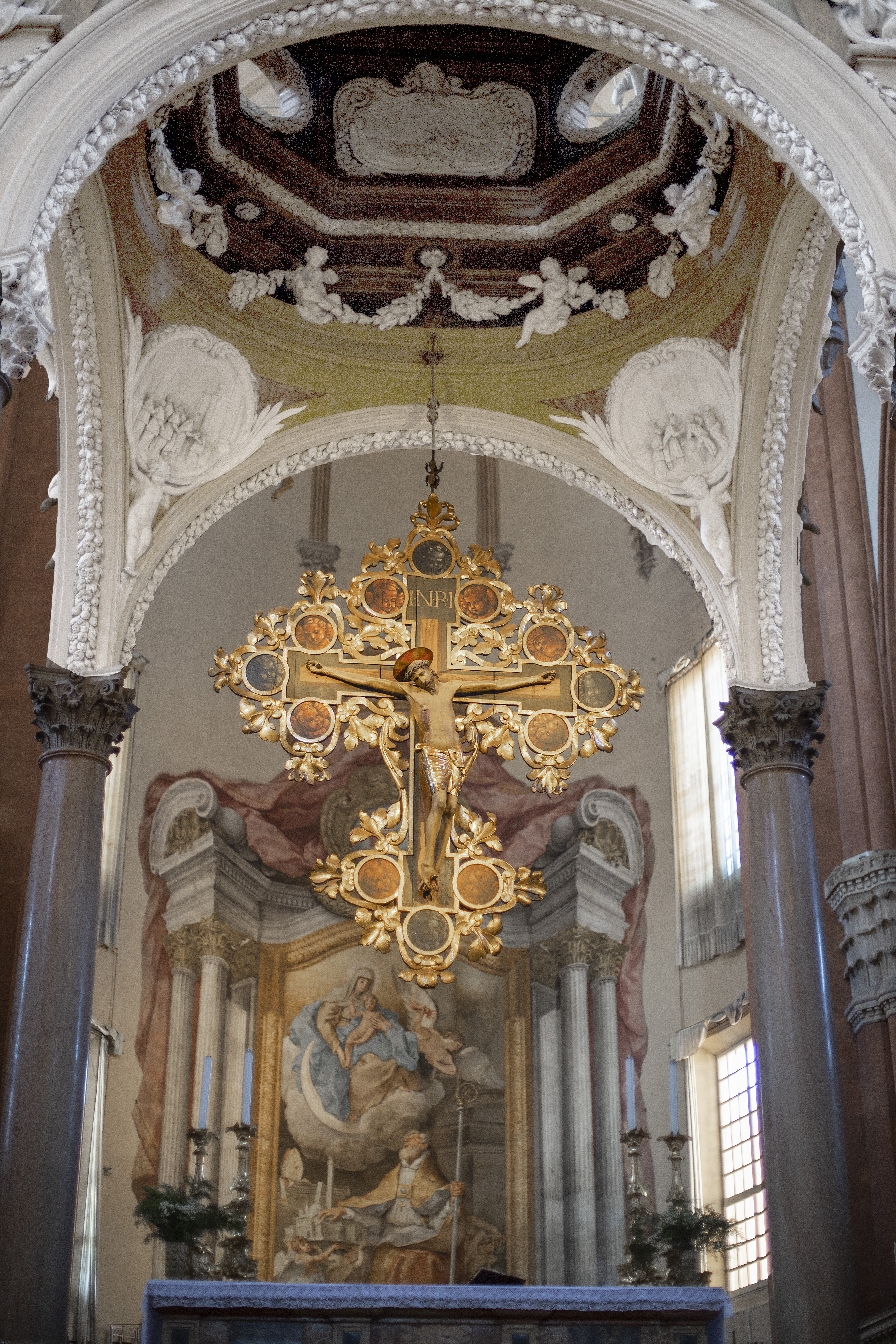
Eingangsbereich der Basilika San Petronio in Bologna

Giovanni Giacomo Monti (* 1620; † 15. Oktober 1692 in Bologna) war ein italienischer Maler und Architekt des Barock. Monti war zudem Bühnenbildner.

## Leben
Er machte seine Ausbildung bei Agostino Mitelli, dem Hauptvertreter der Quadratur-Maler von Bologna. Monti wurde ein Kollege von Baldassare Bianchi, Mitellis Schwiegersohn. Diese Zusammenarbeit war auch erfolgreich in Mantua, wo beide ein reguläres Salär vom herzoglichen Hof des Gonzagas erhielten. Der Maler für die Nebenfiguren war Giovanni Battista Caccioli von Budrio, Schüler von Domenico Maria Canuti und Anhänger des Carlo Cignani.

## Werke (Auswahl)
- Palazzo Albergati
- Palazzo Ducale (Sassuolo)
- Basilika San Petronio in Bologna